# Aalborgstadion
Het Aalborgstadion (vanwege de sponsor ook Aalborg Portland Park genoemd) is een voetbalstadion in de Deense stad Aalborg. Het werd gebouwd in 1920 en werd sindsdien meermaals verbouwd en gerenoveerd, voor het laatst in 2002. Het stadion, voorheen het Aalborg Stadion geheten, is de thuisbasis van voetbalclub Aalborg BK. In 2011 was het een van de stadions waar de Europese kampioenschappen voor jeugdteams werden gespeeld. 
In het verleden heette dit stadion Ålborg Stadion en vanwege verschillende sponsors werd dit stadion ook (tijdelijk) Energi Nord Arena en Nordjyske Arena genoemd.

## Interlands
Het Deens voetbalelftal speelde tot op heden tien interlands in de Nordjyske Arena, het vroegere Aalborg Stadion.
| №                     | Datum           | Wedstrijd                | Uitslag         | Competitie      |
| Aalborg Stadion       | Aalborg Stadion | Aalborg Stadion          | Aalborg Stadion | Aalborg Stadion |
| --------------------- | --------------- | ------------------------ | --------------- | --------------- |
| 1                     | 1 juli 1969     | Denemarken – Bermuda     | 6 – 0           | Oefeninterland  |
| 2                     | 1 augustus 1971 | Denemarken – Engeland    | 3 – 2           | Oefeninterland  |
| 3                     | 9 oktober 1974  | Denemarken – IJsland     | 2 – 1           | Oefeninterland  |
| 4                     | 10 mei 1979     | Denemarken – Finland     | 1 – 1           | OS-kwalificatie |
| 5                     | 10 juni 1987    | Denemarken – Roemenië    | 8 – 0           | OS-kwalificatie |
| 6                     | 20 april 1988   | Denemarken – Griekenland | 4 – 0           | OS-kwalificatie |
| 7                     | 12 april 1989   | Denemarken – Canada      | 2 – 0           | Oefeninterland  |
| Energi Nord Arena     |                 |                          |                 |                 |
| 8                     | 27 mei 2010     | Denemarken – Senegal     | 2 – 0           | Oefeninterland  |
| Nordjyske Arena       |                 |                          |                 |                 |
| 9                     | 5 juni 2013     | Denemarken – Georgië     | 2 – 1           | Oefeninterland  |
| Aalborg Portland Park |                 |                          |                 |                 |
| 10                    | 27 maart 2018   | Denemarken – Chili       | 0 – 0           | Oefeninterland  |

Blue Water Arena (Esbjerg fB) ·
Brøndbystadion (Brøndby IF) ·
Cepheus Park Randers (Randers FC) ·
DS Arena (Hobro IK) ·
Farum Park (FC Nordsjælland) ·
MCH Arena (FC Midtjylland) ·
Nordjyske Arena (Aalborg BK) ·
NRGi Park (Aarhus GF) ·
Odensestadion (Odense BK) ·
Parken (FC Kopenhagen) ·
Sydbank Park (SønderjyskE) ·
Viborgstadion (Viborg FF)
CASA Arena Horsens (AC Horsens) ·
Harboe Arena Slagelse (FC Vestsjælland) ·
Helsingørstadion (FC Helsingør) ·
Herfølgestadion (HB Køge) ·
Hjørringstadion (Vendsyssel FF) ·
Lyngbystadion (Lyngby BK) ·
Mascot Park (Silkeborg IF) ·
Monjasa Park (FC Fredericia) ·
Næstvedstadion (Næstved BK) ·
Roskilde Idrætspark (FC Roskilde) ·
Spar Nord Arena (Skive IK) ·
Vejlestadion (Vejle BK)